# Paraarthrocladium amazonense
Paraarthrocladium amazonense är en svampart som beskrevs av Matsush. 1993. Paraarthrocladium amazonense ingår i släktet Paraarthrocladium, divisionen sporsäcksvampar och riket svampar.   Inga underarter finns listade i Catalogue of Life.